# Millettia tetraptera
Millettia tetraptera là một loài thực vật có hoa trong họ Đậu. Loài này được Kurz miêu tả khoa học đầu tiên.